# Бібліотека Цельса
37°56′21″ пн. ш. 27°20′27″ сх. д. / 37.939138888889° пн. ш. 27.34075° сх. д.

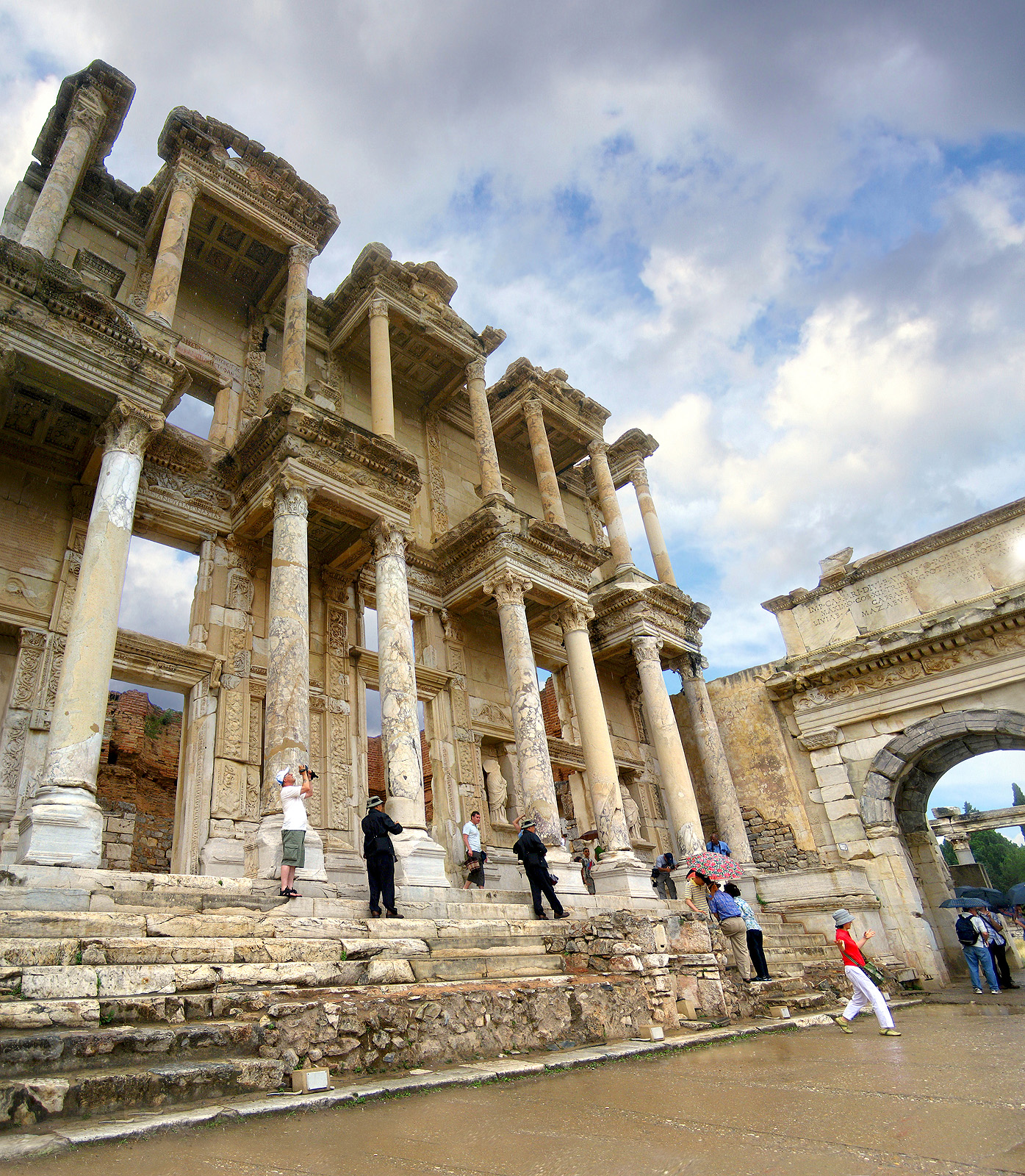
Бібліотека Цельса

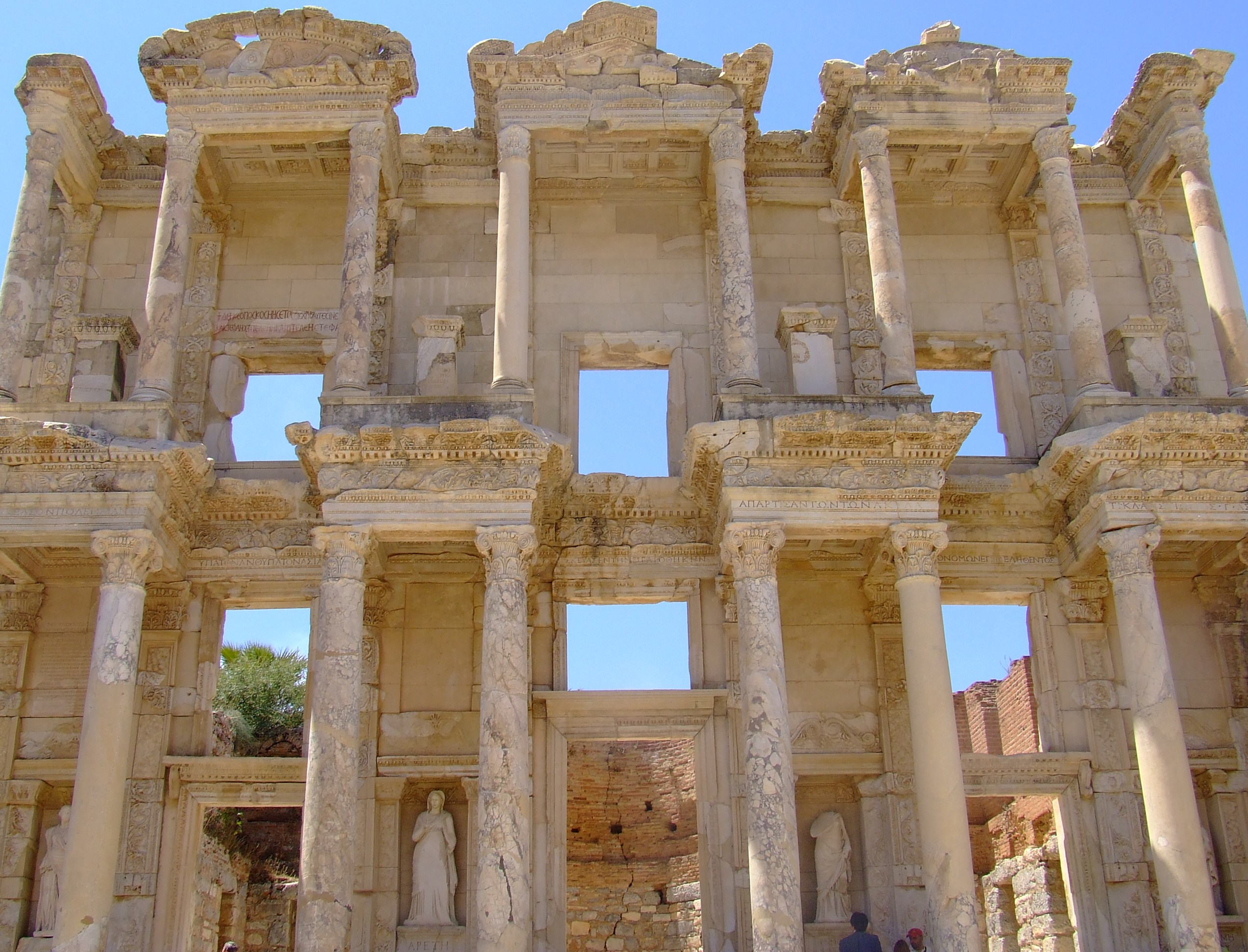
Фасад

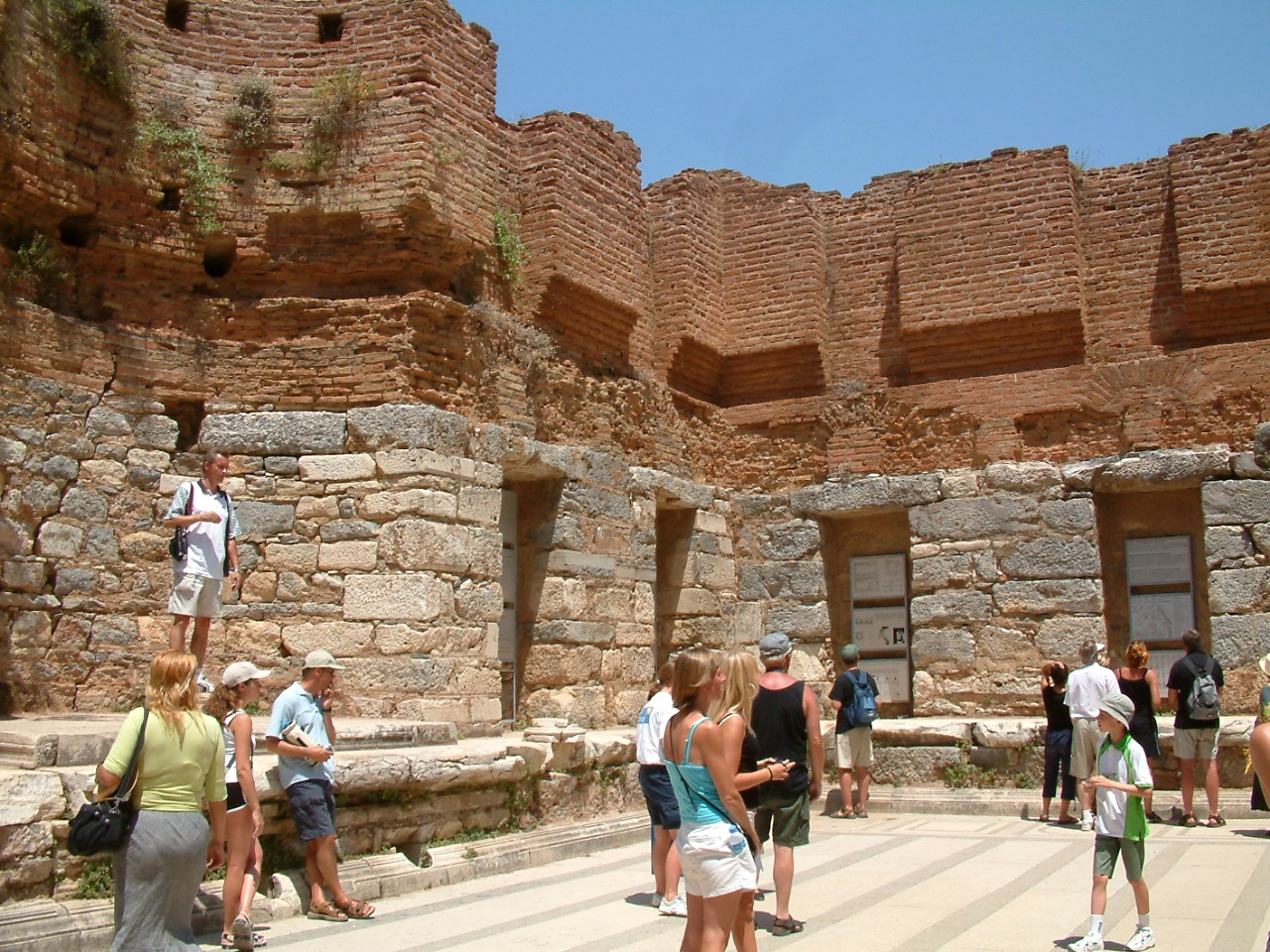
Внутрішній інтер'єр бібліотеки

Бібліотека Цельса — давньоримська бібліотека в Ефесі, яка була побудована під час правління Адріана для Тиберія Юлія Цельса його сином, Тиберієм Юлієм Аквілою. Будівництво почалося в 114 році й було завершене в 135 році вже спадкоємцями Аквіли, який заповів більшу суму коштів на придбання книг і утримання бібліотеки. В 2-й половині III сторіччя під час навали готів внутрішня частина будинку була повністю зруйнований пожежею, яка однак пощадила фасад будинку. Бібліотека Цельса — друга за величиною бібліотека Прадавнього Світу (після Александрійської бібліотеки).
Нині цей двоярусний фасад має вигляд театральної декорації. Колони нижнього ярусу, які стоять на подіумі центральних сходів з дев'яти щаблів, згруповані попарно в чотири ряди й увінчані коринфськими капітелями. Колони верхнього ярусу мають менші розміри. Трикутні й напівкруглі тимпани вінчають колони трьох центральних пар. На нижньому поверсі за сценічно оформленою колонадою видно три портали в обрамленні найтоншого орнаменту, що імітує рельєфний фриз. Над порталами - три величезні прорізи вікон.

## Бібліотека після реставрації

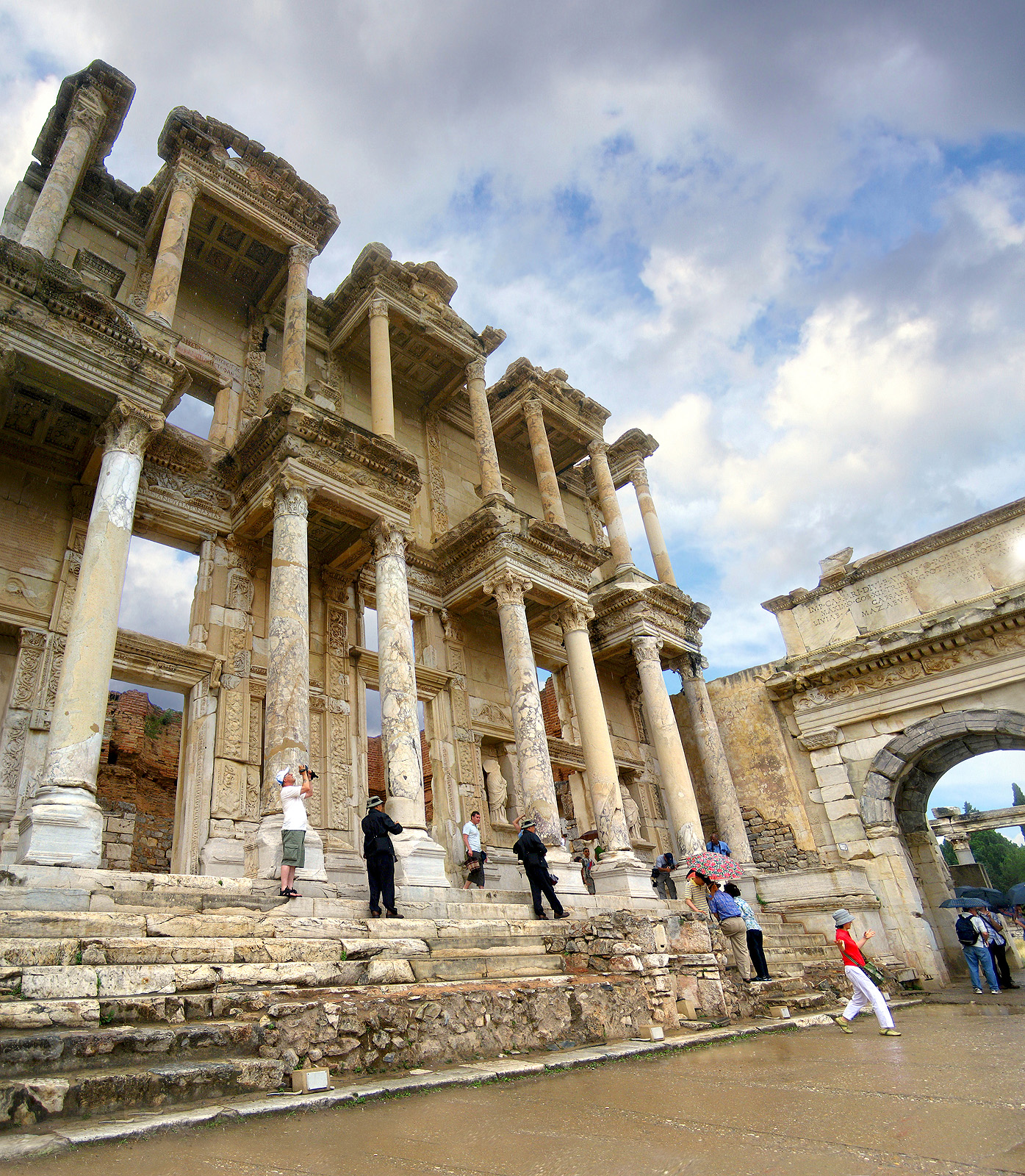
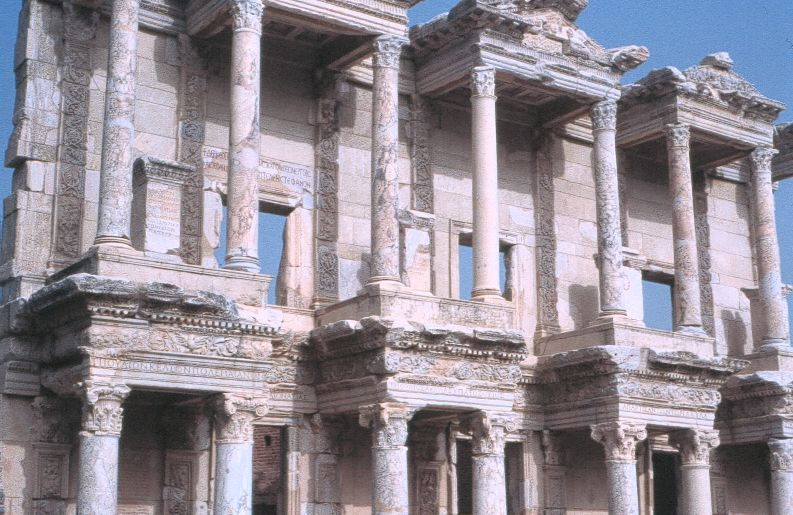
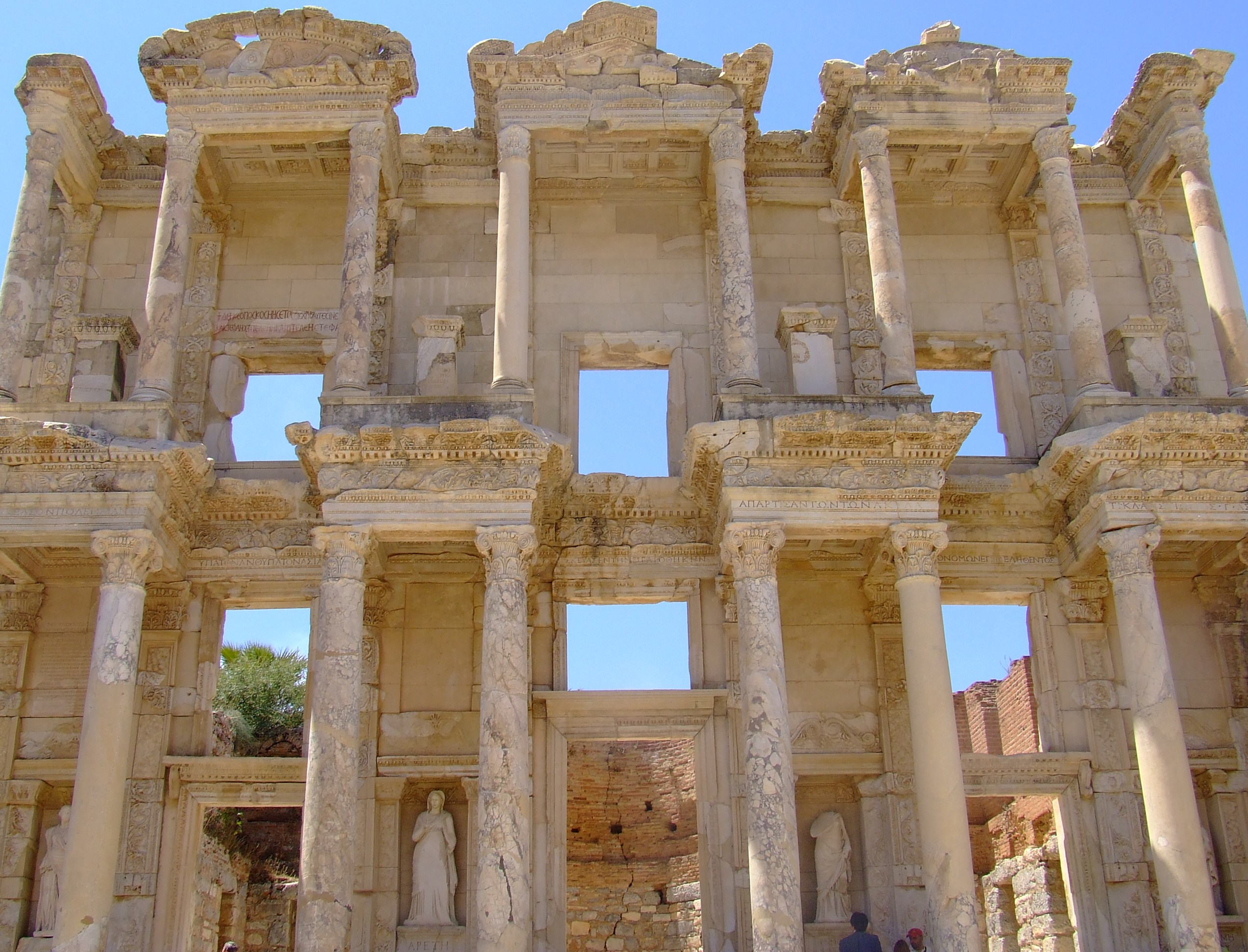
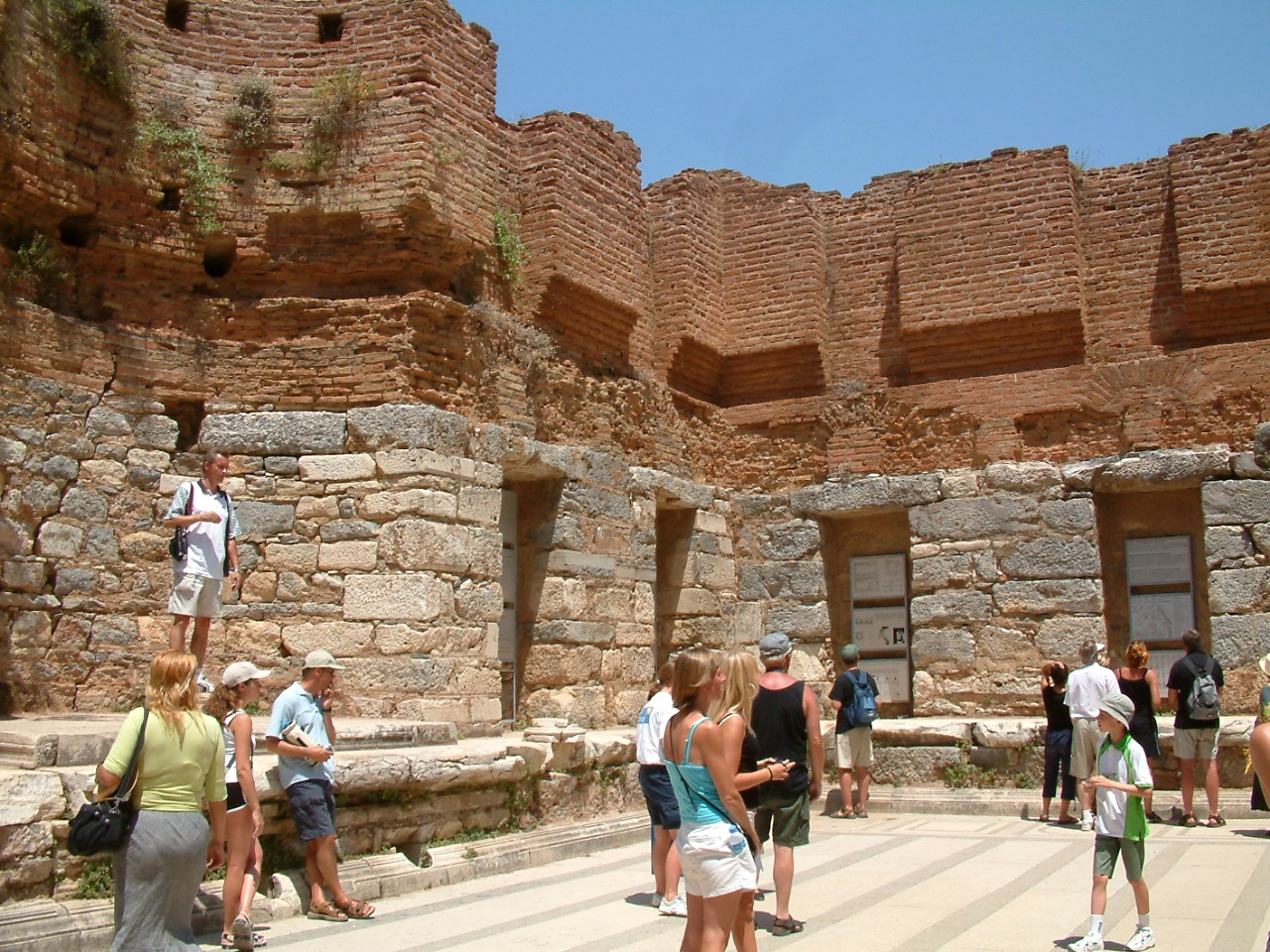